# بطولة العالم للدراجات على المضمار 1993
بطولة العالم للدراجات على المضمار 1993 هي الدورة ال90 من بطولة العالم للدراجات على المضمار، أجريت في هامار، النرويج.

## النتائج النهائية
| المسابقة                                      | ذهبية                                                                      | فضية                                                                     | برونزية                                                                         |
| --------------------------------------------- | -------------------------------------------------------------------------- | ------------------------------------------------------------------------ | ------------------------------------------------------------------------------- |
| الرجال                                        |                                                                            |                                                                          |                                                                                 |
| السرعة الفردية                                | Gary Neiwand (AUS)                                                         | مايكل هوبنر (GER)                                                        | Eyk Pokorny (GER)                                                               |
| سباق الكيلو متر ضد الساعة                     | فلوريان روسو (FRA)                                                         | شين كيلي (AUS)                                                           | Jens Glücklich (GER)                                                            |
| سباق المطاردة الفردية                         | Graeme Obree (المملكة المتحدة)                                             | Philippe Ermenault (فرنسا)                                               | كريس بوردمان (المملكة المتحدة)                                                  |
| سباق المطاردة الفرقية                         | إيغون أدلر · ستيوارت اوغرادي · Billy Shearsby · Tim O'Shannessy · أستراليا | أندرياس باخ · جويدو فولست · ينز ليمان (دراج) · Torsten Schmidt · ألمانيا | جيمي مادسن · يناير بو بيترسن · لارس أوتو أولسن · Klaus Kynde Nielsen · الدنمارك |
| السرعة الفردية للفرق                          |                                                                            |                                                                          |                                                                                 |
| السرعة الفردية بالترادف (بالإنجليزية: tandem)‏ | إيطاليا · فيديريكو باريس · روبرتو تشيبا                                    | أستراليا · ستيفن بات · يوم داني                                          | تشيكوسلوفاكيا · Arnost Dromanek · Lubomir Hargas                                |
| السباق الأمريكي (ماديسون)                     |                                                                            |                                                                          |                                                                                 |
| سباق مطاردة الدراجة النارية للهواة            |                                                                            |                                                                          |                                                                                 |
| سباق مطاردة الدراجة النارية للمحترفين         | Jens Veggerby (DEN)                                                        | Roland Königshofer (AUT)                                                 | Carsten Podlesch (GER)                                                          |
| الكيرين                                       | Gary Neiwand (AUS)                                                         | مارتي نوثستين (USA)                                                      | Toshimasa Yoshioka (JPN)                                                        |
| سباق النقاط                                   | اتيان دي وايلد (BEL)                                                       | اريك مانيان (FRA)                                                        | فاسيل ياكوفليف (UKR)                                                            |
| السيدات                                       |                                                                            |                                                                          |                                                                                 |
| السرعة الفردية                                | تانيا دوبنيكوف (CAN)                                                       | إنغريد هارينغا (NED)                                                     | ناتالي حتى (FRA)                                                                |
| سباق 500 متر ضد الساعة                        |                                                                            |                                                                          |                                                                                 |
| سباق المطاردة الفردية                         | ريبيكا تويج (USA)                                                          | Marion Clignet (FRA)                                                     | Janie Eickhoff (USA)                                                            |
| سباق النقاط                                   | إنغريد هارينغا (NED)                                                       | Svetlana Samokhvalova (RUS)                                              | جيسيكا غريكو (USA)                                                              |